# Estação Ñuble
A Estação Ñuble é uma das estações do Metrô de Santiago, situada em Santiago, entre a Estação Irarrázaval e a Estação Rodrigo de Araya. Faz parte das Linha 5 e Linha 6.
Foi inaugurada em 05 de abril de 1997. Localiza-se na Avenida Carlos Dittborn. Atende a comuna de Ñuñoa.